# Rudebox
Rudebox (englisch vulg. für ‚Vagina‘) ist das siebte  Studioalbum von Robbie Williams und wird den Genres Pop, Hip-Hop und Dance zugerechnet. Es war ursprünglich unter dem Titel 1974 (Williams’ Geburtsjahr) geplant und erschien am 20. Oktober 2006 bei Chrysalis (EMI).

## Hintergrund
| #                     | Titel                                         | Dauer |
| --------------------- | --------------------------------------------- | ----- |
| 1                     | Rudebox                                       | 4:44  |
| 2                     | Viva Life On Mars                             | 4:51  |
| 3                     | Lovelight                                     | 4:02  |
| 4                     | Bongo Bong/Je Ne T’Aime Plus (mit Lily Allen) | 4:48  |
| 5                     | She’s Madonna (mit Pet Shop Boys)             | 4:16  |
| 6                     | Keep On (feat Lily Allen)                     | 4:19  |
| 7                     | Good Doctor                                   | 3:16  |
| 8                     | The Actor                                     | 4:06  |
| 9                     | Never Touch That Switch                       | 2:47  |
| 10                    | Louise                                        | 4:46  |
| 11                    | We’re The Pet Shop Boys (feat. Pet Shop Boys) | 4:57  |
| 12                    | Burslem Normals                               | 3:50  |
| 13                    | Kiss Me                                       | 3:18  |
| 14                    | The 80s                                       | 4:18  |
| 15                    | The 90s                                       | 5:34  |
| 16                    | Summertime                                    | 5:41  |
| 17                    | Dickhead (Bonustrack)                         | 4:09  |
| Singles hervorgehoben |                                               |       |

## Singleauskopplungen
Als Vorab-Single erschien der Titelsong Rudebox. Er stieg in Deutschland, Italien und der Schweiz sofort auf Platz 1 der Charts ein und kam auch in den meisten anderen europäischen Ländern in die Top 5. Der Titel wurde zum ersten Mal auf dem britischen Radiosender „Radio 1“ von dem DJ Scott Mills am Freitag, dem 7. Juli gespielt. Damit wurde die Sperrfrist des Labels gebrochen, was zu einem kleinen Skandal führte. Das war das zweite Mal, dass Scott Mills die Sperrfrist eines Labels brach, beim ersten Mal geschah dies bei Justin Timberlakes SexyBack. Offiziell erschien der Song im September.

„Rudebox? Gibt’s gar nicht, hat er sich selbst ausgedacht – könnte man zumindest als Lexikonleser meinen. Aber Williams kokettiert gerne mit seiner Herkunft aus rauhen Kreisen, und er liebt das anzügliche Vokabular der Straße. Der Anstand gebietet Zurückhaltung bei der Übersetzung.“

Prägnant ist, dass Robbie Williams hier musikalisch in Richtung Rap tendiert, allerdings angelehnt an jene Form, die in den 1980er Jahren in Westeuropa verbreitet gewesen war. Rudebox benutzt unter das billige Casio VL-1 Keyboard, wie es schon Trio 1982 in ihrem Welthit Da da da verwendet hatte. Für Irritationen sorgte die Zeile „dance like you just won at the Special Olympics“ (tanze, als hättest du bei den Special Olympics gewonnen). Nach Protesten verschiedener Behindertenorganisationen, wurde das Wort „special“ bei der Single-Veröffentlichung des Stücks herausgeschnitten.
Als stilistische Abkehr von Williams’ bisheriger Musik wurde das Lied von der britischen Presse zumeist verrissen. Zwar vertrat Priya Elan im New Musical Express die Ansicht, es handle sich um „an amazing pop album“. Doch Victoria Newton bezeichnete Rudebox im Massenblatt The Sun als „worst record I’ve ever heard“. Auch das nachfolgende Album wurde bei seiner Veröffentlichung von Kritikern sehr unterschiedlich bewertet; es überwog allerdings die Einschätzung, dass das Album misslungen sei.
Bereits seit Williams’ Welttournee 2006 nahmen negative Berichte über den Sänger zu. Ein Ex-Manager von Robbie Williams, Nigel Martin-Smith, beschwerte sich wegen des Textes in The 90s, jedoch ignorierte Williams die Aufforderung, ihn zu ändern. Das Londoner Staatsgericht verhängte daher am 17. Oktober 2006 eine Strafe von 250.000 US-$ gegen Williams’ Plattenfirma EMI.

## Rezeption
Die FAZ beantwortete ihre anfangs gestellte Frage „Taugt Rudebox etwas oder nicht?“ zwar mit „Ja, sie taugt etwas“. Der Spiegel hingegen bezeichnete in seiner Online-Ausgabe Rudebox als „offensichtlich hastig zusammengeschludert, [es] ist nicht einfach nur schlecht, das Album ist eine Zumutung“. Durch die vielen verschiedenen Produzenten und die deshalb stark wechselnden Musikrichtungen fehle dem Album eine klare Linie. Generell bestünde es aus schwachen Kompositionen, die „andere Künstler noch nicht einmal als B-Seiten veröffentlichen würden“.

## Kommerzieller Erfolg

### Chartplatzierungen
Album
| ChartsChartplatzierungen     | Höchstplatzierung | Wochen |
| ---------------------------- | ----------------- | ------ |
| Deutschland (GfK)            | 1 (29 Wo.)        | 29     |
| Österreich (Ö3)              | 1 (21 Wo.)        | 21     |
| Schweiz (IFPI)               | 1 (24 Wo.)        | 24     |
| Vereinigtes Königreich (OCC) | 1 (14 Wo.)        | 14     |

| ChartsJahrescharts (2006)    | Platzierung |
| ---------------------------- | ----------- |
| Deutschland (GfK)            | 22          |
| Österreich (Ö3)              | 17          |
| Schweiz (IFPI)               | 18          |
| Vereinigtes Königreich (OCC) | 36          |

| ChartsJahrescharts (2007) | Platzierung |
| ------------------------- | ----------- |
| Deutschland (GfK)         | 70          |
| Österreich (Ö3)           | 65          |

Singles

| Jahr | Titel                            | Höchstplatzierung, Gesamtwochen, AuszeichnungChartplatzierungen (Jahr, Titel, , Platzierungen, Wochen, Auszeichnungen, Anmerkungen) | Höchstplatzierung, Gesamtwochen, AuszeichnungChartplatzierungen (Jahr, Titel, , Platzierungen, Wochen, Auszeichnungen, Anmerkungen) | Höchstplatzierung, Gesamtwochen, AuszeichnungChartplatzierungen (Jahr, Titel, , Platzierungen, Wochen, Auszeichnungen, Anmerkungen) | Höchstplatzierung, Gesamtwochen, AuszeichnungChartplatzierungen (Jahr, Titel, , Platzierungen, Wochen, Auszeichnungen, Anmerkungen) | Anmerkungen                                              |
| Jahr | Titel                            | DE | AT | CH | UK | Anmerkungen                                              |
| ---- | -------------------------------- | --- | --- | --- | --- | -------------------------------------------------------- |
| 2006 | Rudebox                          | DE1 (13 Wo.)DE | AT5 (13 Wo.)AT | CH1 (18 Wo.)CH | UK4 (11 Wo.)UK | Erstveröffentlichung: 1. September 2006                  |
| 2006 | Lovelight                        | DE21 (9 Wo.)DE | AT26 (10 Wo.)AT | CH25 (12 Wo.)CH | UK8 (9 Wo.)UK | Erstveröffentlichung: 10. November 2006                  |
| 2007 | Bongo Bong and Je ne t’aime plus | — | — | CH77 (4 Wo.)CH | — | Erstveröffentlichung: 22. Januar 2007 mit Lily Allen     |
| 2007 | She’s Madonna                    | DE4 (18 Wo.)DE | AT14 (18 Wo.)AT | CH8 (26 Wo.)CH | UK16 (3 Wo.)UK | Erstveröffentlichung: 23. Februar 2007 mit Pet Shop Boys |

### Auszeichnungen für Musikverkäufe
| Land/Region                  | Auszeichnungen für Musikverkäufe (Land/Region, Auszeichnung, Verkäufe) | Verkäufe  |
| ---------------------------- | ---------------------------------------------------------------------- | --------- |
| Argentinien (CAPIF)          | 2× Platin                                                              | 80.000    |
| Australien (ARIA)            | 2× Platin                                                              | 140.000   |
| Belgien (BRMA)               | Platin                                                                 | (50.000)  |
| Dänemark (IFPI)              | Platin                                                                 | (30.000)  |
| Deutschland (BVMI)           | 3× Gold                                                                | (600.000) |
| Europa (IFPI)                | 2× Platin                                                              | 2.000.000 |
| Finnland (IFPI)              | Platin                                                                 | (33.465)  |
| Frankreich (SNEP)            | Platin                                                                 | (200.000) |
| Irland (IRMA)                | 2× Platin                                                              | (30.000)  |
| Mexiko (AMPROFON)            | Platin                                                                 | 100.000   |
| Neuseeland (RMNZ)            | Platin                                                                 | 15.000    |
| Niederlande (NVPI)           | Platin                                                                 | (70.000)  |
| Österreich (IFPI)            | 2× Platin                                                              | (60.000)  |
| Portugal (AFP)               | Gold                                                                   | (10.000)  |
| Russland (NFPF)              | Gold                                                                   | (10.000)  |
| Schweden (IFPI)              | Gold                                                                   | (20.000)  |
| Schweiz (IFPI)               | 4× Platin                                                              | (120.000) |
| Spanien (Promusicae)         | Gold                                                                   | (40.000)  |
| Ungarn (MAHASZ)              | 2× Platin                                                              | (12.000)  |
| Vereinigtes Königreich (BPI) | 2× Platin                                                              | (600.000) |
| Insgesamt                    | 5× Gold · 26× Platin ·                                                 | 2.335.000 |

Hauptartikel: Robbie Williams/Auszeichnungen für Musikverkäufe

## Belege
1. 1 2  Andreas Platthaus: Ich bastele mir eine Bande. In: FAZ. 20. Oktober 2006, archiviert vom Original; abgerufen im Jahr 2007.
2. ↑  Williams' Special Olympics Lyric upsets disabled Artikel auf www.contactmusic.com, 23. Oktober 2006
3. ↑  The Sun: Robbie single worst EVER In: theseum.co.uk.
4. ↑  Der Spiegel: Die wichtigsten CDs der Woche: Robbie Williams – Rudebox
5. 1 2 3 4 5  Chartquellen: DE AT CH UK
6. ↑  Jahrescharts 2006 in Deutschland. In: offiziellecharts.de. Abgerufen am 22. September 2024.
7. ↑  Jahrescharts 2006 in Österreich. In: austriancharts.at. Abgerufen am 22. September 2024.
8. ↑  Jahrescharts 2006 in der Schweiz. In: hitparade.ch. Abgerufen am 22. September 2024.
9. ↑  Jahrescharts 2006 in Großbritannien. In: officialcharts.com. Abgerufen am 22. September 2024 (englisch).
10. ↑  Jahrescharts 2007 in Deutschland. In: offiziellecharts.de. Abgerufen am 22. September 2024.
11. ↑  Jahrescharts 2007 in Österreich. In: austriancharts.at. Abgerufen am 22. September 2024.

- v
- d
- b